# Francesc Sánchez Madriguera
Francesc Sánchez Madriguera (Sant Just Desvern, 24 d'agost de 1928 — Barcelona, 22 d'agost de 2008) va ser un atleta i submarinista destacat a més com a dirigent esportiu va ser president de la Federació Catalana d'Activitats Subaquàtiques i de la Federació Catalana d'Atletisme.
Com a atleta competia en les proves de velocitat amb l'equip del RCD Espanyol. Campió de Catalunya i d'Espanya de 100 metres, va aconseguir el rècord espanyol de la distància amb un temps de 10,9 segons l'any 1948. Després de deixar l'atletisme es va passar a la pesca submarina, especialitat en què també va ser campió d'Espanya l'any 1959 i va ser internacional amb la selecció espanyola. Simultàniament va començar a ocupar càrrecs directius en el món de la pesca submarina, com el de secretari i president de l'Associació de Pesca Submarina de Barcelona, primer club d'aquest esport que hi va haver a tot l'estat espanyol. També va ser el president del Comitè de Relacions Públiques i Propaganda del primer Congrés Mundial d'Activitats Subaquàtiques que es va fer a Barcelona l'any 1959 i el representant de la Federació Espanyola d'Activitats Subaquàtiques en la Confederació Mundial d'Activitats Subaquàtiques. Entre el 1967 i el 1968 va ocupar la presidència de la FC d'Activitats Subaquàtiques, mentre encara ho era, va ser nomenat president de la FC d'Atletisme càrrec que ocupà fins al 1974. També va ser membre de la junta directiva de la Federació Espanyola d'Atletisme, primer com a vocal i a partir de 1975 com a vicepresident.

## Palmarès
Campió de Catalunya
- 100 metres llisos: 1948